# Prémio Camões

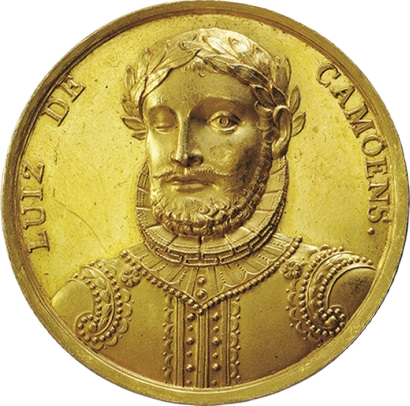
Der Prémio Camões

Der Prémio Camões (portugiesisch für Camões-Preis) ist der wichtigste Literaturpreis des portugiesischen Sprachraums. Er ist benannt nach Luís de Camões, Autor des portugiesischen Nationalepos Die Lusiaden.
Er wird seit 1989 jährlich an Schriftsteller für herausragende Werke in portugiesischer Sprache verliehen. Der Preis wird von der portugiesischen Behörde für das Buch, Archive und Bibliotheken (Direção-Geral do Livro, dos Arquivos e das Bibliotecas, DGLAB, eine 2012 geschaffene Behörde des Kulturministeriums, davor vom  Instituto Camões, dem Kulturinstitut des portugiesischen Außenministeriums) und der dem brasilianischen Kulturministerium angegliederten Fundação Biblioteca Nacional (Stiftung der Brasilianischen Nationalbibliothek) vergeben.
Die alljährlich neu zusammengesetzte, sechsköpfige Jury tritt abwechselnd in Portugal und Brasilien zusammen und besteht aus je zwei Vertretern aus Portugal, aus Brasilien und aus den PALOP (portugiesischsprachige Länder Afrikas).
Die Auszeichnung ist mit 100.000 Euro dotiert. Damit ist er ebenso hoch dotiert wie der Prémio LeYa, der jedoch nicht das Gesamtwerk, sondern stets ein bestimmtes Werk eines portugiesischsprachigen Autors auszeichnet. Die beiden Preise sind die höchstdotierten Literaturpreise des portugiesischen Sprachraums.

## Preisträger
| Jahr | Autor                                                | Herkunftsland     |
| ---- | ---------------------------------------------------- | ----------------- |
| 1989 | Miguel Torga (1907–1995)                             | Portugal          |
| 1990 | João Cabral de Melo Neto (1920–1999)                 | Brasilien         |
| 1991 | José Craveirinha (1922–2003)                         | Mosambik          |
| 1992 | Vergílio Ferreira (1916–1996)                        | Portugal          |
| 1993 | Rachel de Queiroz (1910–2003)                        | Brasilien         |
| 1994 | Jorge Amado (1912–2001)                              | Brasilien         |
| 1995 | José Saramago (1922–2010)                            | Portugal          |
| 1996 | Eduardo Lourenço (1923–2020)                         | Portugal          |
| 1997 | Arthur Pestana (* 1941)                              | Angola            |
| 1998 | António Cândido de Mello e Sousa (1918–2017)         | Brasilien         |
| 1999 | Sophia de Mello Breyner (1919–2004)                  | Portugal          |
| 2000 | Autran Dourado (1926–2012)                           | Brasilien         |
| 2001 | Eugénio de Andrade (1923–2005)                       | Portugal          |
| 2002 | Maria Velho da Costa (* 1938)                        | Portugal          |
| 2003 | Rubem Fonseca (1925–2020)                            | Brasilien         |
| 2004 | Agustina Bessa-Luís (1922–2019)                      | Portugal          |
| 2005 | Lygia Fagundes Telles (1923–2022)                    | Brasilien         |
| 2006 | José Luandino Vieira (* 1935) lehnte Auszeichnung ab | Portugal / Angola |
| 2007 | António Lobo Antunes (* 1942)                        | Portugal          |
| 2008 | João Ubaldo Ribeiro (1941–2014)                      | Brasilien         |
| 2009 | Arménio Vieira (* 1941)                              | Kap Verde         |
| 2010 | Ferreira Gullar (1930–2016)                          | Brasilien         |
| 2011 | Manuel António Pina (1943–2012)                      | Portugal          |
| 2012 | Dalton Trevisan (* 1925)                             | Brasilien         |
| 2013 | Mia Couto (* 1955)                                   | Mosambik          |
| 2014 | Alberto da Costa e Silva (1931–2023)                 | Brasilien         |
| 2015 | Hélia Correia (* 1949)                               | Portugal          |
| 2016 | Raduan Nassar (* 1935)                               | Brasilien         |
| 2017 | Manuel Alegre (* 1936)                               | Portugal          |
| 2018 | Germano Almeida (* 1945)                             | Kap Verde         |
| 2019 | Chico Buarque (* 1944)                               | Brasilien         |
| 2020 | Vítor Manuel de Aguiar e Silva (* 1939)              | Portugal          |
| 2021 | Paulina Chiziane (* 1955)                            | Mosambik          |
| 2022 | Silviano Santiago (* 1936)                           | Brasilien         |
| 2023 | João Barrento (* 1940)                               | Portugal          |
| 2024 | Adélia Prado (* 1935)                                | Brasilien         |